# Sabium
Sabium (geschreven als Sa3-bi-um)  was een Amoritische koning van Babylon.
Sabium regeerde van 1845 - 1831 v.Chr. (middenchronologie) en volgde zijn vader Sumulael in 1845 op als 3e koning van Babylon.
Hij erfde van zijn vader een rijk dat het kerngebied van Babylonië omspande met de steden Babylon, Sippar, Kish, Borsippa, Dilbat, Lagaba, Damrum, Kazallu en Marad
Hij voerde meerdere oorlogen tegen buurlanden, onder andere tegen Larsa (7 jaar) en Kazallu (12 jaar). Tijdens zijn regeerperiode werden de tempel in Babylon ter ere van de god Mardoek (Esagila) en de tempel in Sippar ter ere van de god Sjamasj (Ebabbar) gebouwd. 